# Estação Saint-Placide
Saint-Placide é uma estação da linha 4 do Metrô de Paris, localizada no 6.º arrondissement de Paris.

## Localização
A estação está situada na rue de Rennes no cruzamento com a rue de Vaugirard. Ela fica muito perto geograficamente da estação Rennes da linha 12.

## História
A estação foi aberta em 9 de janeiro de 1910 sob o nome de Rue de Vaugirard. Para evitar qualquer confusão com a estação Vaugirard da linha A da Nord-Sud (hoje linha 12), ela levou seu nome atual em 15 de novembro de 1913.
Seu nome vem da rue Saint-Placide que presta homenagem a São Plácido, um discípulo de São Bento e que, segundo o costume, teria sido salvo do afogamento por são Mauro.
Em 2012, 3 368 578 passageiros entraram nesta estação. Ela viu entrar 3 287 084 passageiros em 2013, o que a coloca na 162ª posição das estações de metrô por sua frequência.

## Serviços aos passageiros

### Acessos
A estação tem apenas um acesso no nº 127, rue de Rennes, na esquina da rue Notre-Dame-des-Champs. Os passageiros deixando os trens em proveniência do norte também têm uma escada rolante que leva ao n° 120 da rue de Rennes.

### Intermodalidade
A estação é servida pelas linhas 89, 94, 95 e 96 da rede de ônibus RATP e, à noite, pelas linhas N01, N02, N12 e N13 da rede Noctilien.

## Pontos turísticos
Esta estação serve a parte sul da comercial rue de Rennes. Ela fica muito próxima do Instituto Católico de Paris, localizado no 21, rue d'Assas.